# Collegio di High Peak
High Peak è un collegio elettorale inglese situato nel Derbyshire, nelle Midlands Orientali, e rappresentato alla Camera dei comuni del Parlamento del Regno Unito. Elegge un membro del parlamento con il sistema first-past-the-post, ossia maggioritario a turno unico; l'attuale parlamentare è Jon Pearce del Partito Laburista, che rappresenta il collegio dal 2024.

## Estensione
- 1885–1918: il Municipal Borough di Glossop e le divisioni sessionali di Buxton, Chapel-en-le-Frith e Glossop.
- 1918–1950: i Municipal Borough di Buxton e Glossop, il distretto urbano di New Mills, i distretti rurali di Glossop Dale e Hayfield, e parti dei distretti rurali di Bakewell e Chapel-en-le-Frith.
- 1950–1983: i Municipal Borough di Buxton e Glossop, i distretti urbani di New Mills e Whaley Bridge, e il distretto rurale di Chapel-en-le-Frith.
- 1983–2010: il borgo di High Peak e i ward del distretto di West Derbyshire di Bradwell, Hathersage e Tideswell.
- dal 2010: il borgo di High Peak.[1]

Il collegio copre il Derbyshire settentrionale e rappresenta la parte occidentale del Peak District, che racchiude Buxton e Glossop. Crowden, Tintwistle e Woodhead (in precedenza all'interno del Cheshire e nel collegio di Stalybridge and Hyde) furono trasferiti nel collegio di High Peak in occasione delle elezioni generali del 1983. I confini del collegio divennero identici a quelli del distretto omonimo in occasione delle elezioni generali del 2010.

## Membri del parlamento
| Elezione | Elezione            | Deputato            | Partito      |
| -------- | ------------------- | ------------------- | ------------ |
|          | 1885                | William Sidebottom  | Conservatore |
|          | 1900                | Oswald Partington   | Liberale     |
|          | Dic 1910            | Samuel Hill-Wood    | Conservatore |
| 1929     | Alfred Law          |                     | Conservatore |
| 1939 (S) | Hugh Molson         |                     | Conservatore |
| 1961 (S) | David Walder        |                     | Conservatore |
|          | 1966                | Peter Jackson       | Laburista    |
|          | 1970                | Spencer Le Marchant | Conservatore |
| 1983     | Christopher Hawkins |                     | Conservatore |
| 1992     | Charles Hendry      |                     | Conservatore |
|          | 1997                | Tom Levitt          | Laburista    |
|          | 2010                | Andrew Bingham      | Conservatore |
|          | 2017                | Ruth George         | Laburista    |
|          | 2019                | Robert Largan       | Conservatore |
|          | 2024                | Jon Pearce          | Laburista    |

## Elezioni

### Elezioni negli anni 2020
| Partito                    | Partito                                           | Candidato                  | Risultati 4 luglio 2024 | Risultati 4 luglio 2024 |
| Partito                    | Partito                                           | Candidato                  | Voti                    | %                       |
| -------------------------- | ------------------------------------------------- | -------------------------- | ----------------------- | ----------------------- |
|                            | Laburista                                         | Jon Pearce                 | 22 533                  | 45,79                   |
|                            | Conservatore                                      | Robert Largan              | 14 625                  | 29,72                   |
|                            | Reform UK                                         | Catherine Cullen           | 6 959                   | 14,14                   |
|                            | Verdi                                             | Joanna Collins             | 3 382                   | 6,87                    |
|                            | Lib Dem                                           | Peter Hirst                | 1 707                   | 3,47                    |
|                            |                                                   |                            |                         |                         |
| Iscritti                   | Iscritti                                          | Iscritti                   | 74 385                  | 100,00                  |
| ↳ Votanti (% su iscritti)  | ↳ Votanti (% su iscritti)                         | ↳ Votanti (% su iscritti)  | 49 206                  | 66,15                   |
| ↳ Astenuti (% su iscritti) | ↳ Astenuti (% su iscritti)                        | ↳ Astenuti (% su iscritti) | 25 179                  | 33,85                   |
|                            |                                                   |                            |                         |                         |
|                            | Esito: collegio passa da Conservatore a Laburista |                            |                         |                         |

### Elezioni negli anni 2010
| Partito                    | Partito                                           | Candidato                  | Risultati 12 dicembre 2019 | Risultati 12 dicembre 2019 |
| Partito                    | Partito                                           | Candidato                  | Voti                       | %                          |
| -------------------------- | ------------------------------------------------- | -------------------------- | -------------------------- | -------------------------- |
|                            | Conservatore                                      | Robert Largan              | 24 844                     | 45,86                      |
|                            | Laburista                                         | Ruth George                | 24 254                     | 44,77                      |
|                            | Lib Dem                                           | David Lomax                | 2 750                      | 5,08                       |
|                            | Brexit                                            | Alan Graves                | 1 177                      | 2,17                       |
|                            | Verdi                                             | Robert Hodgetts-Haley      | 1 148                      | 2,12                       |
|                            |                                                   |                            |                            |                            |
| Iscritti                   | Iscritti                                          | Iscritti                   | 74 343                     | 100,00                     |
| ↳ Votanti (% su iscritti)  | ↳ Votanti (% su iscritti)                         | ↳ Votanti (% su iscritti)  | 54 173                     | 72,87                      |
| ↳ Astenuti (% su iscritti) | ↳ Astenuti (% su iscritti)                        | ↳ Astenuti (% su iscritti) | 20 170                     | 27,13                      |
|                            |                                                   |                            |                            |                            |
|                            | Esito: collegio passa da Laburista a Conservatore |                            |                            |                            |

| Partito                    | Partito                                           | Candidato                  | Risultati 8 giugno 2017 | Risultati 8 giugno 2017 |
| Partito                    | Partito                                           | Candidato                  | Voti                    | %                       |
| -------------------------- | ------------------------------------------------- | -------------------------- | ----------------------- | ----------------------- |
|                            | Laburista                                         | Ruth George                | 26 753                  | 49,68                   |
|                            | Conservatore                                      | Andrew Bingham             | 24 431                  | 45,37                   |
|                            | Lib Dem                                           | Charles Lawley             | 2 669                   | 4,96                    |
|                            |                                                   |                            |                         |                         |
| Iscritti                   | Iscritti                                          | Iscritti                   | 73 244                  | 100,00                  |
| ↳ Votanti (% su iscritti)  | ↳ Votanti (% su iscritti)                         | ↳ Votanti (% su iscritti)  | 54 018                  | 73,75                   |
| ↳ Astenuti (% su iscritti) | ↳ Astenuti (% su iscritti)                        | ↳ Astenuti (% su iscritti) | 19 226                  | 26,25                   |
|                            |                                                   |                            |                         |                         |
|                            | Esito: collegio passa da Conservatore a Laburista |                            |                         |                         |

| Partito                    | Partito                                   | Candidato                  | Risultati 7 maggio 2015 | Risultati 7 maggio 2015 |
| Partito                    | Partito                                   | Candidato                  | Voti                    | %                       |
| -------------------------- | ----------------------------------------- | -------------------------- | ----------------------- | ----------------------- |
|                            | Conservatore                              | Andrew Bingham             | 22 836                  | 44,96                   |
|                            | Laburista                                 | Caitlin Bisknell           | 17 942                  | 35,33                   |
|                            | UKIP                                      | Ian Guiver                 | 5 811                   | 11,44                   |
|                            | Lib Dem                                   | Stephen Worrall            | 2 389                   | 4,70                    |
|                            | Verdi                                     | Charlotte Farrell          | 1 811                   | 3,57                    |
|                            |                                           |                            |                         |                         |
| Iscritti                   | Iscritti                                  | Iscritti                   | 73 077                  | 100,00                  |
| ↳ Votanti (% su iscritti)  | ↳ Votanti (% su iscritti)                 | ↳ Votanti (% su iscritti)  | 50 789                  | 69,50                   |
| ↳ Astenuti (% su iscritti) | ↳ Astenuti (% su iscritti)                | ↳ Astenuti (% su iscritti) | 22 288                  | 30,50                   |
|                            |                                           |                            |                         |                         |
|                            | Esito: collegio confermato a Conservatore |                            |                         |                         |

| Partito                    | Partito                                           | Candidato                  | Risultati 6 maggio 2010 | Risultati 6 maggio 2010 |
| Partito                    | Partito                                           | Candidato                  | Voti                    | %                       |
| -------------------------- | ------------------------------------------------- | -------------------------- | ----------------------- | ----------------------- |
|                            | Conservatore                                      | Andrew Bingham             | 20 587                  | 40,90                   |
|                            | Laburista                                         | Caitlin Bisknell           | 15 910                  | 31,61                   |
|                            | Lib Dem                                           | Alistair Stevens           | 10 993                  | 21,84                   |
|                            | UKIP                                              | Sylvia Hall                | 1 690                   | 3,36                    |
|                            | Verdi                                             | Peter Allen                | 922                     | 1,83                    |
|                            | Indipendente                                      | Lance Dowson               | 161                     | 0,32                    |
|                            | Indipendente                                      | Tony Alves                 | 74                      | 0,15                    |
|                            |                                                   |                            |                         |                         |
| Iscritti                   | Iscritti                                          | Iscritti                   | 72 012                  | 100,00                  |
| ↳ Votanti (% su iscritti)  | ↳ Votanti (% su iscritti)                         | ↳ Votanti (% su iscritti)  | 50 337                  | 69,90                   |
| ↳ Astenuti (% su iscritti) | ↳ Astenuti (% su iscritti)                        | ↳ Astenuti (% su iscritti) | 21 675                  | 30,10                   |
|                            |                                                   |                            |                         |                         |
|                            | Esito: collegio passa da Laburista a Conservatore |                            |                         |                         |

### Elezioni negli anni 2000
| Partito                    | Partito                                | Candidato                  | Risultati 5 maggio 2005 | Risultati 5 maggio 2005 |
| Partito                    | Partito                                | Candidato                  | Voti                    | %                       |
| -------------------------- | -------------------------------------- | -------------------------- | ----------------------- | ----------------------- |
|                            | Laburista                              | Tom Levitt                 | 19 809                  | 39,63                   |
|                            | Conservatore                           | Andrew Bingham             | 19 074                  | 38,16                   |
|                            | Lib Dem                                | Marc Godwin                | 10 000                  | 20,00                   |
|                            | UKIP                                   | Michael Schwarz            | 1 106                   | 2,21                    |
|                            |                                        |                            |                         |                         |
| Iscritti                   | Iscritti                               | Iscritti                   | 75 284                  | 100,00                  |
| ↳ Votanti (% su iscritti)  | ↳ Votanti (% su iscritti)              | ↳ Votanti (% su iscritti)  | 49 989                  | 66,40                   |
| ↳ Astenuti (% su iscritti) | ↳ Astenuti (% su iscritti)             | ↳ Astenuti (% su iscritti) | 25 295                  | 33,60                   |
|                            |                                        |                            |                         |                         |
|                            | Esito: collegio confermato a Laburista |                            |                         |                         |

| Partito                    | Partito                                | Candidato                  | Risultati 7 giugno 2001 | Risultati 7 giugno 2001 |
| Partito                    | Partito                                | Candidato                  | Voti                    | %                       |
| -------------------------- | -------------------------------------- | -------------------------- | ----------------------- | ----------------------- |
|                            | Laburista                              | Tom Levitt                 | 22 430                  | 46,62                   |
|                            | Conservatore                           | Simon Chapman              | 17 941                  | 37,29                   |
|                            | Lib Dem                                | Peter Ashenden             | 7 743                   | 16,09                   |
|                            |                                        |                            |                         |                         |
| Iscritti                   | Iscritti                               | Iscritti                   | 73 794                  | 100,00                  |
| ↳ Votanti (% su iscritti)  | ↳ Votanti (% su iscritti)              | ↳ Votanti (% su iscritti)  | 48 114                  | 65,20                   |
| ↳ Astenuti (% su iscritti) | ↳ Astenuti (% su iscritti)             | ↳ Astenuti (% su iscritti) | 25 680                  | 34,80                   |
|                            |                                        |                            |                         |                         |
|                            | Esito: collegio confermato a Laburista |                            |                         |                         |

## Risultati dei referendum

### Referendum sulla permanenza del Regno Unito nell'Unione europea del 2016
|             | Collegio  | Lasciare UE % | Rimanere in UE % |
| ----------- | --------- | ------------- | ---------------- |
|             | High Peak | 50,5%         | 49,5%            |
| Inghilterra | 53,3%     | 46,7%         |                  |
| Regno Unito | 51,9%     | 48,1%         |                  |